# Зикора, Виталий Григорьевич
Вита́лий Григо́рьевич Зикора (род. 10 июня 1948, село Брянское Бахчисарайского района Крымской области) — советский и российский актёр театра и кино, народный артист России (2005).

## Биография
Виталий Зикора родился 10 июня 1948 года в селе Брянское Бахчисарайского района Крымской области. В 1959 году переехал в город Байкальск Иркутской области.
После профтехучилища поработал год слесарем-сантехником на стройках посёлка Новочунка и затем вернулся в Байкальск. После окончания Иркутского театрального училища работал актёром Иркутского ТЮЗа, играл главные роли.
Из Иркутска Виталий переехал в 1978 году в Псков. Работал в Псковском театре драмы.
В 1984 году перебрался в Москву — Московский областной театр драмы, Ногинский драматический.
С 1991 года — актёр МХАТ имени М. Горького.
Именно во МХАТе актёра сразу оценили и доверили ему главные роли.
Виталий Зикора сыграл более десяти классических ролей: это и Гусь в «Зойкиной квартире» М. Булгакова, и такие разные герои Островского, как Восьмибратов и Козьма Минин, Вершинин в «Трёх сёстрах» и Гаев в «Вишнёвом саде», а ещё Муратов в «Зыковых» Горького, Райский в гончаровском «Обрыве», Дон Хуан в «Даме-невидимке» Кальдерона…
С 2009 года Виталий Зикора в труппе «Ленкома».

## Призы и награды
- Заслуженный артист Российской Федерации (1998)
- Народный артист Российской Федерации (2005)[2]

## Театральные работы
- «Три мушкетера» по роману А. Дюма — Д'Артаньян
- «Белая гвардия» М. А. Булгакова — Турбин
- «Весь ваш, Антоша Чехонте» — Хирин
- «Вишнёвый сад» Чехова — Гаев
- «Дверь в смежную комнату» — Рис
- «Женитьба Белугина» — Агишин
- «Зойкина квартира» Булгакова — Гусь-Хрустальный
- «Контрольный выстрел» — Корзуб
- «Лес» А. Н. Островского — Восмибратов
- «На дне» М. Горького — Лука
- «Обрыв» И. А. Гончарова — Райский
- «Русский водевиль» — Кочергин
- «Три сестры» А. П. Чехова — Вершинин
- «Заложники любви, или Халам-Бунду» — Костя
- «Юнона и Авось» Рыбникова и Вознесенского — Румянцев / Хосе Дарио Аргуэльо.
- «Женитьба» Н. В. Гоголя — Яичница.

## Фильмография
1. 1979 — Необыкновенное лето — эпизод
2. 1985 — Одиночное плавание — Харрисон
3. 1987 — Акция — Бауэр
4. 1987 — Государственная граница. За порогом победы — Мертон, американский разведчик
5. 1987 — Оглашению не подлежит — заговорщик
6. 1987 — Пуща — Никодим Зимовец/Василь Зимовец
7. 1987 — Ночной экипаж — Юрий, отец Нины
8. 1988 — Пуща — Никодим Зимовец /  Василь Зимовец
9. 1989 — Его батальон
10. 1989 — Охота на единорога — майор Грабарь, Станислав Антонович
11. 1990 — Свалка — Хитрый
12. 1990 — Волки в зоне
13. 1990 — Неизвестные страницы из жизни разведчика  — Игнат Барыцкий
14. 1991 — Крест милосердия — отец Павел
15. 1992 — Риск без контракта — Виталик, компаньон Карима
16. 1993 — Дорога в рай
17. 1999 — Мама — эпизод
18. 2001 — Марш Турецкого (второй сезон) — Геллер, заместитель губернатора
19. 2000 — Я - виноват — эпизод
20. 2000 — Салон красоты — Николай
21. 2001 — Мужская работа — эпизод
22. 2001 — Сыщик с плохким характером — эпизод
23. 2002 — Две судьбы — Алексей Георгиевич
24. 2002 — Кодекс чести — Александр Владимирович Гуреев, «Профессор»
25. 2003 — Пятый ангел — Судаков
26. 2003 — Сыщики 2 — генерал
27. 2003 — Возвращение Мухтара — тренер
28. 2003 — Сыщик без лицензии — Федосеев
29. 2003 — Русские амазонки 2 — полковник
30. 2004 — Богатство — чиновник
31. 2004 — Красная площадь — генерал Краснов
32. 2004 — Москва. Центральный округ 2
33. 2004 — Штрафбат — генерал армии, командарм
34. 2004 — Формула — Петрович
35. 2005 — Слепой 2 (серия «След тигра») — эпизод
36. 2005 — Две судьбы 2 — Алексей Георгиевич
37. 2005 — Сатисфакция
38. 2005 — Девять неизвестных — Фридрих Хельшир, фашистский врач
39. 2006 — Главный калибр — Лебедев
40. 2006 — Капитанские дети — Вадим Лунаев
41. 2008 — Туман рассеивается — Зябликов, начальник кадрового аппарата ПГУ
42. 2007 — Хиромант 2 — Федор Афанасьевич, генерал-лейтенант
43. 2008 — Адмиралъ — Пётр Вологодский
44. 2008 — Знахарь — «Стилет» (Артём Викторович), «вор в законе», «смотрящий» за Питером
45. 2009  — Адмиралъ  (сериал) — Пётр Вологодский
46. 2009 — Закон и порядок 3 — Николай
47. 2010 — Дело крапивиных —
48. 2012 — Вероника. Потерянное счастье — эпизод
49. 2010 — Новая жизнь сыщика Гурова — Виталий
50. 2011 — 2014 — Москва три вокзала  — отец Корзуна
51. 2012 — Метод Фрейда — прокурор
52. 2013 — Розыск 2 — Николай Петрович, тренер по боксу
53. 2013 — Вероника. Беглянка — эпизод
54. 2013 — Моими глазами — Седой
55. 2013 — 2014 — Кости — Борис Павлович Пашин, егерь, в прошлом член банды фальшивомонетчиков
56. 2012 — Страна 03 — чиновник
57. 2013 — Мама-детектив (2-я серия) — Алексей Павлович Сидоренко, отставной военный
58. 2014 — Палач — Матвей Семёнович Лошкарь, ("Барсук"), ветеран войны, командир партизанского отряда
59. 2014 — Сердце звезды — отец Васильчиковых
60. 2014 — Метод Фрейда 2 — Владислав Витальевич Лавров, генерал
61. 2017 — Склифосовский (6 сезон) — дедушка-шахматист
62. 2016 — Преступление — отец Анны и Натальи
63. 2016 — Перепутанные — Седой, приятель Дмитрия
64. 2019 — Линия жизни — Александр Иванович Савельев,